# Intelligent Music Project
Intelligent Music Project — болгарський супергурт, що був заснований у 2012 році болгарським бізнесменом Міленом Врабевскі. Представники Болгарії на Пісенному конкурсі Євробачення 2022 з піснею «Intention».

## Історія
Гурт був заснований у 2012 році бізнесменом Міленом Врабевскі. На початку його учасниками були Саймон Філліпс, Джон Пейн, Карл Сентанс, Боббі Рондінеллі й Тодд Сучерман, які випустили свій дебютний альбом у 2012 році. З того часу гурт продовжує випускати музику та гастролювати. Наразі солістом Intelligent Music Project є чилійський рок-вокаліст Бонні Фумего.

### Євробачення
У листопаді 2021 року мовник Болгарії BNT повідомив, що країна вже обрала свого представника на Євробачення 2022, що відбудеться у Турині, Італія. Конкурсна пісня під назвою «Intention» була опублікована 5 грудня, та стала першою презентованою піснею сезону.
Стоян Янкулов, який наразі є одним із учасників гурту, уже представляв Болгарію на конкурсі Євробачення у 2007 та 2013 роках.

## Учасники
- Ронні Ромеро — вокал
- Борислав Мудолов-Котката — вокал
- Славін Славчев — бек-вокал
- Луна Славчев — бек-вокал
- Стоян Янкулов-Стунджі — барабани
- Бісер Іванов — гітара
- Дімітар Сіраков — бас-гітара
- Іво Стефанов — клавішні
- Самуел Єфтімов — клавішні

## Дискографія

### Альбоми
| Назва               | Рік  | Лейбл             |
| ------------------- | ---- | ----------------- |
| The Power of Mind   | 2012 | Intelligent Music |
| My Kind o' Lovin'   | 2014 | Intelligent Music |
| Touching the Divine | 2015 | Intelligent Music |
| Sorcery Inside      | 2018 | Intelligent Music |
| Life Motion         | 2020 | Intelligent Music |
| The Creation        | 2021 | Intelligent Music |